# Roncarolo
Roncarolo é um distrito (frazione, em italiano) da comuna italiana de Caorso, da região da Emília-Romanha, província de Placência, com população estimada de 250 habitantes e localizado na margem direita do rio Pó.